# Колешки асесор
Колешки асесор (рус. коллежский асессор) је био грађански чин VIII класе у Табели рангова Руске Империје од 1717. до 1917. године. Одговарао је чину мајора или капетана у армији, а у дворској служби чину титуларног коморника.
Чину се обраћало са »Ваше високо благородје«. До 1845. давао је право на наследно племство, а после те године само на лично. Носиоци чина су често вршили дужност регистратора, секретара или савјетника.
После револуције 1917, чин је био укинут према декрету Совјета народних комесара од 11. новембра.